# Campeonato Europeu de Hóquei em Patins Masculino de 2021
O Campeonato Europeu de Hóquei em Patins Masculino de 2021 foi a 55ª edição do Campeonato Europeu de Hóquei em Patins, organizado pela World Skate Europe – Rink Hockey
Disputou-se entre 15 e 20 de Novembro de 2021, em Paredes, Portugal.

## Equipas
As seis seleções inscritas no torneio:
| País     | Participação | Última Participação | Melhores Resultados |
| -------- | ------------ | ------------------- | --- |
| Alemanha | 50ª          | 2018                | Vice-campeão (1932, 1934) |
| Andorra  | 5ª           | 2018                | 6º Lugar (2018) |
| Espanha  | 41ª          | 2018                | Campeão (1951, 1954, 1955, 1957, 1969, 1979, 1981, 1983, 1985, 2000, 2002, 2004, 2006, 2008, 2010, 2012, 2018)                          |
| França   | 53ª          | 2018                | Vice-campeão (1926, 1927, 1928, 1930, 1931)                                                                                             |
| Itália   | 52ª          | 2018                | Campeão (1953, 1990, 2014) |
| Portugal | 49ª          | 2018                | Campeão (1947, 1948, 1949, 1950, 1952, 1956, 1959, 1961, 1963, 1965, 1967, 1971, 1973, 1975, 1977, 1987, 1992, 1994, 1996, 1998, 2016 ) |

## Local
Todos os jogos do torneio foram jogados no Pavilhão Municipal Rota dos Móveis em Paredes, com capacidade para 1800 lugares.

## Formato
As 6 equipas presentes no torneio formam um grupo e jogam em sistema "todos contra todos". Cada vitória vale 3 pontos e o empate vale 1 ponto.
No final desta fase, os dois primeiros classificados do grupo disputam a Final, enquanto que o 3º e 4º classificados do grupo disputam o jogo pelo 3º lugar e os dois últimos disputam o jogo pelo 5º lugar.

## Fase Regular
| POS | Equipa   | J | PTS | V | E | D | GM | GS | DG  |
| --- | -------- | - | --- | - | - | - | -- | -- | --- |
| 1º  | Espanha  | 5 | 10  | 3 | 1 | 1 | 38 | 17 | +21 |
| 2º  | França   | 5 | 10  | 3 | 1 | 1 | 24 | 18 | +6  |
| 3º  | Portugal | 5 | 10  | 3 | 1 | 1 | 39 | 19 | +20 |
| 4º  | Itália   | 5 | 8   | 2 | 2 | 1 | 27 | 18 | +9  |
| 5º  | Alemanha | 5 | 3   | 1 | 0 | 4 | 10 | 31 | -21 |
| 6º  | Andorra  | 5 | 1   | 0 | 1 | 4 | 8  | 43 | -35 |

| Equipas  | Alemanha | Andorra | Espanha | França | Itália | Portugal |
| -------- | -------- | ------- | ------- | ------ | ------ | -------- |
| Alemanha | -        | 5-1     | 2-11    | 2-5    | 1-4    | 0-10     |
| Andorra  | 1-5      | -       | 0-11    | 5-5    | 1-10   | 1-12     |
| Espanha  | 11-2     | 11-0    | -       | 3-1    | 4-4    | 9-10     |
| França   | 5-1      | 5-5     | 1-3     | -      | 8-5    | 5-3      |
| Itália   | 4-1      | 10-1    | 4-4     | 5-8    | -      | 4-4      |
| Portugal | 3-5      | 12-1    | 10-9    | 10-0   | 4-4    | -        |

## Fase Final

### 5º/6º lugar
| 20 de novembro de 2021 14:30 | Alemanha            | 1–5 | Andorra                                                                            | Multiusos de Paredes, Paredes |
| 20 de novembro de 2021 14:30 | Daniel Strieder 46' |     | Oriol Antequera 5' (g.p.) Arnau Dilme 8' 25' Gerard Miquel 10' Bernat Picanyol 23' | Multiusos de Paredes, Paredes |
| 20 de novembro de 2021 14:30 | Max Thiel 50' 1×    |     |                                                                                    | Multiusos de Paredes, Paredes |

### 3º/4º lugar
| 20 de novembro de 2021 17:00 | Portugal | ANU | Itália | Multiusos de Paredes, Paredes |
| 20 de novembro de 2021 17:00 |          |     |        | Multiusos de Paredes, Paredes |
| 20 de novembro de 2021 17:00 |          |     |        | Multiusos de Paredes, Paredes |

A partida foi cancelada por razões de saúde pública, nomeadamente devido à contração de COVID-19 por jogadores da seleção portuguesa.

### Final
| 20 de novembro de 2021 20:00 | Espanha                                     | 2-1 (a.p.) | França                 | Multiusos de Paredes, Paredes |
| 20 de novembro de 2021 20:00 | César Carballeira 40' (g.p.) Toni Pérez 58' |            | Bruno Di Benedetto 33' | Multiusos de Paredes, Paredes |
| 20 de novembro de 2021 20:00 | César Carballeira 36' 1×                    |            |                        | Multiusos de Paredes, Paredes |
| 20 de novembro de 2021 20:00 | TR: 1-1 Pro: 1-0                            |            |                        | Multiusos de Paredes, Paredes |